# Intermediate eXperimental Vehicle
L'Intermediate eXperimental Vehicle (IXV) és un vehicle de reentrada experimental de l'Agència Espacial Europea (ESA) destinat a validar llançadors europeus reutilitzables que podrien ser avaluats en el marc del programa Future Launchers Preparatory Programme (FLPP). El desenvolupament de l'IXV és liderat per l'empresa NGL Prime SpA. Pot heretar els principis dels estudis anteriors com ara el Pre-X del CNES i l'AREV (Atmospheric Reentry Experimental Vehicle) de l'ESA. Un primer vol es va realitzar amb èxit l'11 de febrer de 2015.